# 인천광역시중앙협력본부
인천광역시중앙협력본부 (仁川廣域市中央協力本部)는 국회 및 중앙행정기관과의 긴밀한 업무협조 체계구축과 시정업무의 효율적 추진을 위하여 설치된 인천광역시 소속기관이다.

## 조직
- 운영지원팀
- 수산자원연구팀

## 같이 보기
- 인천광역시청